# Epitonium angulatum
Epitonium angulatum är en snäckart som först beskrevs av Thomas Say 1830.  Epitonium angulatum ingår i släktet Epitonium och familjen vindeltrappsnäckor. Inga underarter finns listade i Catalogue of Life.